# Krakuny
Krakuny (lit. Krakūnai) − wieś na Litwie, w okręgu wileńskim, w rejonie solecznickim, w gminie Dziewieniszki, 5 km na południe od Dziewieniszek, zamieszkana przez 127 ludzi.

## Historia
Wieś królewska starostwa niegrodowego gieranońskiego położona była w końcu XVIII wieku w powiecie oszmiańskim województwa wileńskiego.
W czasach zaborów wieś włościańska w gminie Dziewieniszki, w powiecie oszmiańskim, w guberni wileńskiej Imperium Rosyjskiego. W 1866 roku liczyła 197 mieszkańców. Pod koniec XIX wieku zamieszkiwało tu 263 osoby.
W latach 1921–1945 wieś leżała w Polsce, w województwie wileńskim, w powiecie oszmiańskim, w gminie Dziewieniszki.
W 1931 w 49 domach zamieszkiwały 302 osoby.
Wierni należeli do parafii rzymskokatolickiej w Dziewieniszkach. Miejscowość podlegała pod Sąd Grodzki w Holszanach i Okręgowy w Wilnie; właściwy urząd pocztowy mieścił się w Dziewieniszkach.
19 maja 1991 roku litewski pogranicznik Gintaras Žagunis został zabity w posterunku granicznym w pobliżu wioski.